# Nomba tecta
Nomba tecta är en tvåvingeart som beskrevs av Walker 1860. Nomba tecta ingår i släktet Nomba och familjen fritflugor. Inga underarter finns listade i Catalogue of Life.